# R U Still in 2 It
Az R U Still in 2 It a Mogwai egy, a Mogwai Young Team albumon szereplő dala, amely felkerült a Government Commissions: BBC Sessions 1996–2003 válogatáslemezre is.

## Leírás
A dal a Mogwai néhány romantikus alkotása közül az egyik; egy reménytelen kapcsolatról szól. Élőben ugyan nem sokszor hangzott el, de a John Peel által a Golders Green Hippodrome-ban 1996. december 22-én vezetett felvételeken keletkezett instrumentális verzió szerepel a Government Commissions: BBC Sessions 1996-2003 válogatásalbumon.
A Mogwai Young Team albumot 2008-ban újra kiadták; ehhez a változathoz mellékeltek egy második lemezt, amelyen szerepelt ezen szám élő verziója.
Ez a lemez egyetlen nem instrumentális alkotása; a szöveget Aidan Moffat, az Arab Strap tagja énekelte fel, valamint a Mogwai tagjai, illetve egy kórus is hallható a háttérben. A számban finom gitárszólamok ( Csus2 és Asus2 akkordok) hallhatóak, amelyek többször ismétlődnek, a dal végén pedig egy zongora is belép a kompozícióba.

### Szereplések
- Actua Ice Hockey 2 (DJ Q-remix)
- Spec Ops: The Line

## Fordítás
Ez a szócikk részben vagy egészben az  R U Still in 2 It című  Wikipédia-szócikk ezen változatának fordításán alapul.  Az eredeti cikk szerkesztőit annak laptörténete sorolja fel. Ez a jelzés csupán a megfogalmazás eredetét és a szerzői jogokat jelzi, nem szolgál a cikkben szereplő információk forrásmegjelöléseként.